# Матч за звання чемпіона світу із шахів 2014
Матч за звання чемпіона світу з шахів 2014 — матч між чемпіоном світу Магнусом Карлсеном (Норвегія) та претендентом Вішванатаном Анандом (Індія), який мав проводитися в російському місті Сочі з 7 по 28 листопада 2014 року.. Головним арбітром матчу був призначений Анджей Філіпович. Призовий фонд матчу склав 1 млн. євро.
23 листопада, після одинадцятої партії, матч закінчився достроково перемогою чинного чемпіона Магнуса Карлсена з рахунком 6½ — 4½.

## Учасники матчу
Магнус Карлсен, лідер світового рейтингу, завоював титул в матчі за звання чемпіона світу в 2013 році.
Вішванатан Ананд — отримав право зіграти з Карлсеном після перемоги на турнірі претендентів 2014 року.

### Статистика особистих зустрічей Ананда з Карлсеном
В період з березня 2005 року по 4 вересня 2014 року, Ананд та Карлсен провели один проти одного 40 партій з класичним контролем часу, з яких в шести переміг Ананд, в шести Карлсен, двадцять вісім партій закінчилися внічию.
| Зіграні партії Ананда з Карлсеном | Зіграні партії Ананда з Карлсеном | Зіграні партії Ананда з Карлсеном | Зіграні партії Ананда з Карлсеном | Зіграні партії Ананда з Карлсеном | Зіграні партії Ананда з Карлсеном |
|                                   |                                   | Перемоги Ананда                   | Нічиї                             | Перемоги Карлсена                 | Разом                             |
| --------------------------------- | --------------------------------- | --------------------------------- | --------------------------------- | --------------------------------- | --------------------------------- |
| Класичні партії                   | Ананд (білими)                    | 2                                 | 15                                | 2                                 | 19                                |
| Класичні партії                   | Карлсен (білими)                  | 4                                 | 13                                | 4                                 | 21                                |
| Класичні партії                   | Разом                             | 6                                 | 28                                | 6                                 | 40                                |
| Інші партії (Бліц/Рапід/наосліп)  | Інші партії (Бліц/Рапід/наосліп)  | 9                                 | 18                                | 10                                | 37                                |
| Разом                             | Разом                             | 15                                | 46                                | 16                                | 77                                |

## Місце проведення
На засіданні ФІДЕ 11 червня 2014 року було оголошено, що місцем проведення матчу стане Сочі.

## Матч
Відповідно до регламенту чемпіон світу Магнус Карлсен та претендент Вішванатан Ананд повинні зіграти 12 партій з контролем часу 120 хвилин на 40 ходів, потім 60 хвилин на 20 ходів та 15 хвилин до кінця партії з додаванням 30 секунд на кожен хід, починаючи з 61-го. Після 6-ї партії відбувається зміна кольору (учасник, у якого були білі в 1-й партії, грає 7-у чорними). У разі нічийного результату матчу проводиться тай-брейк.
|                           | Рейтинг | Партія 1 [Архівовано 4 травня 2021 у Wayback Machine.] 8 Лист. | Партія 2 [Архівовано 23 листопада 2020 у Wayback Machine.] 9 Лист. | Партія 3 [Архівовано 5 травня 2021 у Wayback Machine.] 11 Лист. | Партія 4 [Архівовано 3 травня 2021 у Wayback Machine.] 12 Лист. | Партія 5 [Архівовано 30 листопада 2020 у Wayback Machine.] 14 Лист. | Партія 6 [Архівовано 4 травня 2021 у Wayback Machine.] 15 Лист. | Партія 7 [Архівовано 3 травня 2021 у Wayback Machine.] 17 Лист. | Партія 8 [Архівовано 3 травня 2021 у Wayback Machine.] 18 Лист. | Партія 9 [Архівовано 4 травня 2021 у Wayback Machine.] 20 Лист. | Партія 10 [Архівовано 28 лютого 2021 у Wayback Machine.] 21 Лист. | Партія 11 23 Лист. | Партія 12 25 Лист. | Очки |
| ------------------------- | ------- | -------------------------------------------------------------- | ------------------------------------------------------------------ | --------------------------------------------------------------- | --------------------------------------------------------------- | ------------------------------------------------------------------- | --------------------------------------------------------------- | --------------------------------------------------------------- | --------------------------------------------------------------- | --------------------------------------------------------------- | ----------------------------------------------------------------- | ------------------ | ------------------ | ---- |
| Магнус Карлсен (Норвегія) | 2863    | ½                                                              | 1                                                                  | 0                                                               | ½                                                               | ½                                                                   | 1                                                               | ½                                                               | ½                                                               | ½                                                               | ½                                                                 | 1                  |                    | 6½   |
| Вішванатан Ананд (Індія)  | 2792    | ½                                                              | 0                                                                  | 1                                                               | ½                                                               | ½                                                                   | 0                                                               | ½                                                               | ½                                                               | ½                                                               | ½                                                                 | 0                  |                    | 4½   |

### Перша партія
|   | a | b | c | d | e | f | g | h |   |
| 8 | a8 чорна тура · b8 чорний кінь · c8 чорний слон · d8 чорний ферзь · e8 чорний король · f8 чорний слон · h8 чорна тура · a7 чорний пішак · b7 чорний пішак · c7 чорний пішак · e7 чорний пішак · f7 чорний пішак · h7 чорний пішак · g6 чорний пішак · d5 чорний кінь · d4 білий пішак · c3 білий кінь · a2 білий пішак · b2 білий пішак · d2 білий слон · e2 білий пішак · f2 білий пішак · g2 білий пішак · h2 білий пішак · a1 біла тура · d1 білий ферзь · e1 білий король · f1 білий слон · g1 білий кінь · h1 біла тура | a8 чорна тура · b8 чорний кінь · c8 чорний слон · d8 чорний ферзь · e8 чорний король · f8 чорний слон · h8 чорна тура · a7 чорний пішак · b7 чорний пішак · c7 чорний пішак · e7 чорний пішак · f7 чорний пішак · h7 чорний пішак · g6 чорний пішак · d5 чорний кінь · d4 білий пішак · c3 білий кінь · a2 білий пішак · b2 білий пішак · d2 білий слон · e2 білий пішак · f2 білий пішак · g2 білий пішак · h2 білий пішак · a1 біла тура · d1 білий ферзь · e1 білий король · f1 білий слон · g1 білий кінь · h1 біла тура | a8 чорна тура · b8 чорний кінь · c8 чорний слон · d8 чорний ферзь · e8 чорний король · f8 чорний слон · h8 чорна тура · a7 чорний пішак · b7 чорний пішак · c7 чорний пішак · e7 чорний пішак · f7 чорний пішак · h7 чорний пішак · g6 чорний пішак · d5 чорний кінь · d4 білий пішак · c3 білий кінь · a2 білий пішак · b2 білий пішак · d2 білий слон · e2 білий пішак · f2 білий пішак · g2 білий пішак · h2 білий пішак · a1 біла тура · d1 білий ферзь · e1 білий король · f1 білий слон · g1 білий кінь · h1 біла тура | a8 чорна тура · b8 чорний кінь · c8 чорний слон · d8 чорний ферзь · e8 чорний король · f8 чорний слон · h8 чорна тура · a7 чорний пішак · b7 чорний пішак · c7 чорний пішак · e7 чорний пішак · f7 чорний пішак · h7 чорний пішак · g6 чорний пішак · d5 чорний кінь · d4 білий пішак · c3 білий кінь · a2 білий пішак · b2 білий пішак · d2 білий слон · e2 білий пішак · f2 білий пішак · g2 білий пішак · h2 білий пішак · a1 біла тура · d1 білий ферзь · e1 білий король · f1 білий слон · g1 білий кінь · h1 біла тура | a8 чорна тура · b8 чорний кінь · c8 чорний слон · d8 чорний ферзь · e8 чорний король · f8 чорний слон · h8 чорна тура · a7 чорний пішак · b7 чорний пішак · c7 чорний пішак · e7 чорний пішак · f7 чорний пішак · h7 чорний пішак · g6 чорний пішак · d5 чорний кінь · d4 білий пішак · c3 білий кінь · a2 білий пішак · b2 білий пішак · d2 білий слон · e2 білий пішак · f2 білий пішак · g2 білий пішак · h2 білий пішак · a1 біла тура · d1 білий ферзь · e1 білий король · f1 білий слон · g1 білий кінь · h1 біла тура | a8 чорна тура · b8 чорний кінь · c8 чорний слон · d8 чорний ферзь · e8 чорний король · f8 чорний слон · h8 чорна тура · a7 чорний пішак · b7 чорний пішак · c7 чорний пішак · e7 чорний пішак · f7 чорний пішак · h7 чорний пішак · g6 чорний пішак · d5 чорний кінь · d4 білий пішак · c3 білий кінь · a2 білий пішак · b2 білий пішак · d2 білий слон · e2 білий пішак · f2 білий пішак · g2 білий пішак · h2 білий пішак · a1 біла тура · d1 білий ферзь · e1 білий король · f1 білий слон · g1 білий кінь · h1 біла тура | a8 чорна тура · b8 чорний кінь · c8 чорний слон · d8 чорний ферзь · e8 чорний король · f8 чорний слон · h8 чорна тура · a7 чорний пішак · b7 чорний пішак · c7 чорний пішак · e7 чорний пішак · f7 чорний пішак · h7 чорний пішак · g6 чорний пішак · d5 чорний кінь · d4 білий пішак · c3 білий кінь · a2 білий пішак · b2 білий пішак · d2 білий слон · e2 білий пішак · f2 білий пішак · g2 білий пішак · h2 білий пішак · a1 біла тура · d1 білий ферзь · e1 білий король · f1 білий слон · g1 білий кінь · h1 біла тура | a8 чорна тура · b8 чорний кінь · c8 чорний слон · d8 чорний ферзь · e8 чорний король · f8 чорний слон · h8 чорна тура · a7 чорний пішак · b7 чорний пішак · c7 чорний пішак · e7 чорний пішак · f7 чорний пішак · h7 чорний пішак · g6 чорний пішак · d5 чорний кінь · d4 білий пішак · c3 білий кінь · a2 білий пішак · b2 білий пішак · d2 білий слон · e2 білий пішак · f2 білий пішак · g2 білий пішак · h2 білий пішак · a1 біла тура · d1 білий ферзь · e1 білий король · f1 білий слон · g1 білий кінь · h1 біла тура | 8 |
| 7 | a8 чорна тура · b8 чорний кінь · c8 чорний слон · d8 чорний ферзь · e8 чорний король · f8 чорний слон · h8 чорна тура · a7 чорний пішак · b7 чорний пішак · c7 чорний пішак · e7 чорний пішак · f7 чорний пішак · h7 чорний пішак · g6 чорний пішак · d5 чорний кінь · d4 білий пішак · c3 білий кінь · a2 білий пішак · b2 білий пішак · d2 білий слон · e2 білий пішак · f2 білий пішак · g2 білий пішак · h2 білий пішак · a1 біла тура · d1 білий ферзь · e1 білий король · f1 білий слон · g1 білий кінь · h1 біла тура | a8 чорна тура · b8 чорний кінь · c8 чорний слон · d8 чорний ферзь · e8 чорний король · f8 чорний слон · h8 чорна тура · a7 чорний пішак · b7 чорний пішак · c7 чорний пішак · e7 чорний пішак · f7 чорний пішак · h7 чорний пішак · g6 чорний пішак · d5 чорний кінь · d4 білий пішак · c3 білий кінь · a2 білий пішак · b2 білий пішак · d2 білий слон · e2 білий пішак · f2 білий пішак · g2 білий пішак · h2 білий пішак · a1 біла тура · d1 білий ферзь · e1 білий король · f1 білий слон · g1 білий кінь · h1 біла тура | a8 чорна тура · b8 чорний кінь · c8 чорний слон · d8 чорний ферзь · e8 чорний король · f8 чорний слон · h8 чорна тура · a7 чорний пішак · b7 чорний пішак · c7 чорний пішак · e7 чорний пішак · f7 чорний пішак · h7 чорний пішак · g6 чорний пішак · d5 чорний кінь · d4 білий пішак · c3 білий кінь · a2 білий пішак · b2 білий пішак · d2 білий слон · e2 білий пішак · f2 білий пішак · g2 білий пішак · h2 білий пішак · a1 біла тура · d1 білий ферзь · e1 білий король · f1 білий слон · g1 білий кінь · h1 біла тура | a8 чорна тура · b8 чорний кінь · c8 чорний слон · d8 чорний ферзь · e8 чорний король · f8 чорний слон · h8 чорна тура · a7 чорний пішак · b7 чорний пішак · c7 чорний пішак · e7 чорний пішак · f7 чорний пішак · h7 чорний пішак · g6 чорний пішак · d5 чорний кінь · d4 білий пішак · c3 білий кінь · a2 білий пішак · b2 білий пішак · d2 білий слон · e2 білий пішак · f2 білий пішак · g2 білий пішак · h2 білий пішак · a1 біла тура · d1 білий ферзь · e1 білий король · f1 білий слон · g1 білий кінь · h1 біла тура | a8 чорна тура · b8 чорний кінь · c8 чорний слон · d8 чорний ферзь · e8 чорний король · f8 чорний слон · h8 чорна тура · a7 чорний пішак · b7 чорний пішак · c7 чорний пішак · e7 чорний пішак · f7 чорний пішак · h7 чорний пішак · g6 чорний пішак · d5 чорний кінь · d4 білий пішак · c3 білий кінь · a2 білий пішак · b2 білий пішак · d2 білий слон · e2 білий пішак · f2 білий пішак · g2 білий пішак · h2 білий пішак · a1 біла тура · d1 білий ферзь · e1 білий король · f1 білий слон · g1 білий кінь · h1 біла тура | a8 чорна тура · b8 чорний кінь · c8 чорний слон · d8 чорний ферзь · e8 чорний король · f8 чорний слон · h8 чорна тура · a7 чорний пішак · b7 чорний пішак · c7 чорний пішак · e7 чорний пішак · f7 чорний пішак · h7 чорний пішак · g6 чорний пішак · d5 чорний кінь · d4 білий пішак · c3 білий кінь · a2 білий пішак · b2 білий пішак · d2 білий слон · e2 білий пішак · f2 білий пішак · g2 білий пішак · h2 білий пішак · a1 біла тура · d1 білий ферзь · e1 білий король · f1 білий слон · g1 білий кінь · h1 біла тура | a8 чорна тура · b8 чорний кінь · c8 чорний слон · d8 чорний ферзь · e8 чорний король · f8 чорний слон · h8 чорна тура · a7 чорний пішак · b7 чорний пішак · c7 чорний пішак · e7 чорний пішак · f7 чорний пішак · h7 чорний пішак · g6 чорний пішак · d5 чорний кінь · d4 білий пішак · c3 білий кінь · a2 білий пішак · b2 білий пішак · d2 білий слон · e2 білий пішак · f2 білий пішак · g2 білий пішак · h2 білий пішак · a1 біла тура · d1 білий ферзь · e1 білий король · f1 білий слон · g1 білий кінь · h1 біла тура | a8 чорна тура · b8 чорний кінь · c8 чорний слон · d8 чорний ферзь · e8 чорний король · f8 чорний слон · h8 чорна тура · a7 чорний пішак · b7 чорний пішак · c7 чорний пішак · e7 чорний пішак · f7 чорний пішак · h7 чорний пішак · g6 чорний пішак · d5 чорний кінь · d4 білий пішак · c3 білий кінь · a2 білий пішак · b2 білий пішак · d2 білий слон · e2 білий пішак · f2 білий пішак · g2 білий пішак · h2 білий пішак · a1 біла тура · d1 білий ферзь · e1 білий король · f1 білий слон · g1 білий кінь · h1 біла тура | 7 |
| 6 | a8 чорна тура · b8 чорний кінь · c8 чорний слон · d8 чорний ферзь · e8 чорний король · f8 чорний слон · h8 чорна тура · a7 чорний пішак · b7 чорний пішак · c7 чорний пішак · e7 чорний пішак · f7 чорний пішак · h7 чорний пішак · g6 чорний пішак · d5 чорний кінь · d4 білий пішак · c3 білий кінь · a2 білий пішак · b2 білий пішак · d2 білий слон · e2 білий пішак · f2 білий пішак · g2 білий пішак · h2 білий пішак · a1 біла тура · d1 білий ферзь · e1 білий король · f1 білий слон · g1 білий кінь · h1 біла тура | a8 чорна тура · b8 чорний кінь · c8 чорний слон · d8 чорний ферзь · e8 чорний король · f8 чорний слон · h8 чорна тура · a7 чорний пішак · b7 чорний пішак · c7 чорний пішак · e7 чорний пішак · f7 чорний пішак · h7 чорний пішак · g6 чорний пішак · d5 чорний кінь · d4 білий пішак · c3 білий кінь · a2 білий пішак · b2 білий пішак · d2 білий слон · e2 білий пішак · f2 білий пішак · g2 білий пішак · h2 білий пішак · a1 біла тура · d1 білий ферзь · e1 білий король · f1 білий слон · g1 білий кінь · h1 біла тура | a8 чорна тура · b8 чорний кінь · c8 чорний слон · d8 чорний ферзь · e8 чорний король · f8 чорний слон · h8 чорна тура · a7 чорний пішак · b7 чорний пішак · c7 чорний пішак · e7 чорний пішак · f7 чорний пішак · h7 чорний пішак · g6 чорний пішак · d5 чорний кінь · d4 білий пішак · c3 білий кінь · a2 білий пішак · b2 білий пішак · d2 білий слон · e2 білий пішак · f2 білий пішак · g2 білий пішак · h2 білий пішак · a1 біла тура · d1 білий ферзь · e1 білий король · f1 білий слон · g1 білий кінь · h1 біла тура | a8 чорна тура · b8 чорний кінь · c8 чорний слон · d8 чорний ферзь · e8 чорний король · f8 чорний слон · h8 чорна тура · a7 чорний пішак · b7 чорний пішак · c7 чорний пішак · e7 чорний пішак · f7 чорний пішак · h7 чорний пішак · g6 чорний пішак · d5 чорний кінь · d4 білий пішак · c3 білий кінь · a2 білий пішак · b2 білий пішак · d2 білий слон · e2 білий пішак · f2 білий пішак · g2 білий пішак · h2 білий пішак · a1 біла тура · d1 білий ферзь · e1 білий король · f1 білий слон · g1 білий кінь · h1 біла тура | a8 чорна тура · b8 чорний кінь · c8 чорний слон · d8 чорний ферзь · e8 чорний король · f8 чорний слон · h8 чорна тура · a7 чорний пішак · b7 чорний пішак · c7 чорний пішак · e7 чорний пішак · f7 чорний пішак · h7 чорний пішак · g6 чорний пішак · d5 чорний кінь · d4 білий пішак · c3 білий кінь · a2 білий пішак · b2 білий пішак · d2 білий слон · e2 білий пішак · f2 білий пішак · g2 білий пішак · h2 білий пішак · a1 біла тура · d1 білий ферзь · e1 білий король · f1 білий слон · g1 білий кінь · h1 біла тура | a8 чорна тура · b8 чорний кінь · c8 чорний слон · d8 чорний ферзь · e8 чорний король · f8 чорний слон · h8 чорна тура · a7 чорний пішак · b7 чорний пішак · c7 чорний пішак · e7 чорний пішак · f7 чорний пішак · h7 чорний пішак · g6 чорний пішак · d5 чорний кінь · d4 білий пішак · c3 білий кінь · a2 білий пішак · b2 білий пішак · d2 білий слон · e2 білий пішак · f2 білий пішак · g2 білий пішак · h2 білий пішак · a1 біла тура · d1 білий ферзь · e1 білий король · f1 білий слон · g1 білий кінь · h1 біла тура | a8 чорна тура · b8 чорний кінь · c8 чорний слон · d8 чорний ферзь · e8 чорний король · f8 чорний слон · h8 чорна тура · a7 чорний пішак · b7 чорний пішак · c7 чорний пішак · e7 чорний пішак · f7 чорний пішак · h7 чорний пішак · g6 чорний пішак · d5 чорний кінь · d4 білий пішак · c3 білий кінь · a2 білий пішак · b2 білий пішак · d2 білий слон · e2 білий пішак · f2 білий пішак · g2 білий пішак · h2 білий пішак · a1 біла тура · d1 білий ферзь · e1 білий король · f1 білий слон · g1 білий кінь · h1 біла тура | a8 чорна тура · b8 чорний кінь · c8 чорний слон · d8 чорний ферзь · e8 чорний король · f8 чорний слон · h8 чорна тура · a7 чорний пішак · b7 чорний пішак · c7 чорний пішак · e7 чорний пішак · f7 чорний пішак · h7 чорний пішак · g6 чорний пішак · d5 чорний кінь · d4 білий пішак · c3 білий кінь · a2 білий пішак · b2 білий пішак · d2 білий слон · e2 білий пішак · f2 білий пішак · g2 білий пішак · h2 білий пішак · a1 біла тура · d1 білий ферзь · e1 білий король · f1 білий слон · g1 білий кінь · h1 біла тура | 6 |
| 5 | a8 чорна тура · b8 чорний кінь · c8 чорний слон · d8 чорний ферзь · e8 чорний король · f8 чорний слон · h8 чорна тура · a7 чорний пішак · b7 чорний пішак · c7 чорний пішак · e7 чорний пішак · f7 чорний пішак · h7 чорний пішак · g6 чорний пішак · d5 чорний кінь · d4 білий пішак · c3 білий кінь · a2 білий пішак · b2 білий пішак · d2 білий слон · e2 білий пішак · f2 білий пішак · g2 білий пішак · h2 білий пішак · a1 біла тура · d1 білий ферзь · e1 білий король · f1 білий слон · g1 білий кінь · h1 біла тура | a8 чорна тура · b8 чорний кінь · c8 чорний слон · d8 чорний ферзь · e8 чорний король · f8 чорний слон · h8 чорна тура · a7 чорний пішак · b7 чорний пішак · c7 чорний пішак · e7 чорний пішак · f7 чорний пішак · h7 чорний пішак · g6 чорний пішак · d5 чорний кінь · d4 білий пішак · c3 білий кінь · a2 білий пішак · b2 білий пішак · d2 білий слон · e2 білий пішак · f2 білий пішак · g2 білий пішак · h2 білий пішак · a1 біла тура · d1 білий ферзь · e1 білий король · f1 білий слон · g1 білий кінь · h1 біла тура | a8 чорна тура · b8 чорний кінь · c8 чорний слон · d8 чорний ферзь · e8 чорний король · f8 чорний слон · h8 чорна тура · a7 чорний пішак · b7 чорний пішак · c7 чорний пішак · e7 чорний пішак · f7 чорний пішак · h7 чорний пішак · g6 чорний пішак · d5 чорний кінь · d4 білий пішак · c3 білий кінь · a2 білий пішак · b2 білий пішак · d2 білий слон · e2 білий пішак · f2 білий пішак · g2 білий пішак · h2 білий пішак · a1 біла тура · d1 білий ферзь · e1 білий король · f1 білий слон · g1 білий кінь · h1 біла тура | a8 чорна тура · b8 чорний кінь · c8 чорний слон · d8 чорний ферзь · e8 чорний король · f8 чорний слон · h8 чорна тура · a7 чорний пішак · b7 чорний пішак · c7 чорний пішак · e7 чорний пішак · f7 чорний пішак · h7 чорний пішак · g6 чорний пішак · d5 чорний кінь · d4 білий пішак · c3 білий кінь · a2 білий пішак · b2 білий пішак · d2 білий слон · e2 білий пішак · f2 білий пішак · g2 білий пішак · h2 білий пішак · a1 біла тура · d1 білий ферзь · e1 білий король · f1 білий слон · g1 білий кінь · h1 біла тура | a8 чорна тура · b8 чорний кінь · c8 чорний слон · d8 чорний ферзь · e8 чорний король · f8 чорний слон · h8 чорна тура · a7 чорний пішак · b7 чорний пішак · c7 чорний пішак · e7 чорний пішак · f7 чорний пішак · h7 чорний пішак · g6 чорний пішак · d5 чорний кінь · d4 білий пішак · c3 білий кінь · a2 білий пішак · b2 білий пішак · d2 білий слон · e2 білий пішак · f2 білий пішак · g2 білий пішак · h2 білий пішак · a1 біла тура · d1 білий ферзь · e1 білий король · f1 білий слон · g1 білий кінь · h1 біла тура | a8 чорна тура · b8 чорний кінь · c8 чорний слон · d8 чорний ферзь · e8 чорний король · f8 чорний слон · h8 чорна тура · a7 чорний пішак · b7 чорний пішак · c7 чорний пішак · e7 чорний пішак · f7 чорний пішак · h7 чорний пішак · g6 чорний пішак · d5 чорний кінь · d4 білий пішак · c3 білий кінь · a2 білий пішак · b2 білий пішак · d2 білий слон · e2 білий пішак · f2 білий пішак · g2 білий пішак · h2 білий пішак · a1 біла тура · d1 білий ферзь · e1 білий король · f1 білий слон · g1 білий кінь · h1 біла тура | a8 чорна тура · b8 чорний кінь · c8 чорний слон · d8 чорний ферзь · e8 чорний король · f8 чорний слон · h8 чорна тура · a7 чорний пішак · b7 чорний пішак · c7 чорний пішак · e7 чорний пішак · f7 чорний пішак · h7 чорний пішак · g6 чорний пішак · d5 чорний кінь · d4 білий пішак · c3 білий кінь · a2 білий пішак · b2 білий пішак · d2 білий слон · e2 білий пішак · f2 білий пішак · g2 білий пішак · h2 білий пішак · a1 біла тура · d1 білий ферзь · e1 білий король · f1 білий слон · g1 білий кінь · h1 біла тура | a8 чорна тура · b8 чорний кінь · c8 чорний слон · d8 чорний ферзь · e8 чорний король · f8 чорний слон · h8 чорна тура · a7 чорний пішак · b7 чорний пішак · c7 чорний пішак · e7 чорний пішак · f7 чорний пішак · h7 чорний пішак · g6 чорний пішак · d5 чорний кінь · d4 білий пішак · c3 білий кінь · a2 білий пішак · b2 білий пішак · d2 білий слон · e2 білий пішак · f2 білий пішак · g2 білий пішак · h2 білий пішак · a1 біла тура · d1 білий ферзь · e1 білий король · f1 білий слон · g1 білий кінь · h1 біла тура | 5 |
| 4 | a8 чорна тура · b8 чорний кінь · c8 чорний слон · d8 чорний ферзь · e8 чорний король · f8 чорний слон · h8 чорна тура · a7 чорний пішак · b7 чорний пішак · c7 чорний пішак · e7 чорний пішак · f7 чорний пішак · h7 чорний пішак · g6 чорний пішак · d5 чорний кінь · d4 білий пішак · c3 білий кінь · a2 білий пішак · b2 білий пішак · d2 білий слон · e2 білий пішак · f2 білий пішак · g2 білий пішак · h2 білий пішак · a1 біла тура · d1 білий ферзь · e1 білий король · f1 білий слон · g1 білий кінь · h1 біла тура | a8 чорна тура · b8 чорний кінь · c8 чорний слон · d8 чорний ферзь · e8 чорний король · f8 чорний слон · h8 чорна тура · a7 чорний пішак · b7 чорний пішак · c7 чорний пішак · e7 чорний пішак · f7 чорний пішак · h7 чорний пішак · g6 чорний пішак · d5 чорний кінь · d4 білий пішак · c3 білий кінь · a2 білий пішак · b2 білий пішак · d2 білий слон · e2 білий пішак · f2 білий пішак · g2 білий пішак · h2 білий пішак · a1 біла тура · d1 білий ферзь · e1 білий король · f1 білий слон · g1 білий кінь · h1 біла тура | a8 чорна тура · b8 чорний кінь · c8 чорний слон · d8 чорний ферзь · e8 чорний король · f8 чорний слон · h8 чорна тура · a7 чорний пішак · b7 чорний пішак · c7 чорний пішак · e7 чорний пішак · f7 чорний пішак · h7 чорний пішак · g6 чорний пішак · d5 чорний кінь · d4 білий пішак · c3 білий кінь · a2 білий пішак · b2 білий пішак · d2 білий слон · e2 білий пішак · f2 білий пішак · g2 білий пішак · h2 білий пішак · a1 біла тура · d1 білий ферзь · e1 білий король · f1 білий слон · g1 білий кінь · h1 біла тура | a8 чорна тура · b8 чорний кінь · c8 чорний слон · d8 чорний ферзь · e8 чорний король · f8 чорний слон · h8 чорна тура · a7 чорний пішак · b7 чорний пішак · c7 чорний пішак · e7 чорний пішак · f7 чорний пішак · h7 чорний пішак · g6 чорний пішак · d5 чорний кінь · d4 білий пішак · c3 білий кінь · a2 білий пішак · b2 білий пішак · d2 білий слон · e2 білий пішак · f2 білий пішак · g2 білий пішак · h2 білий пішак · a1 біла тура · d1 білий ферзь · e1 білий король · f1 білий слон · g1 білий кінь · h1 біла тура | a8 чорна тура · b8 чорний кінь · c8 чорний слон · d8 чорний ферзь · e8 чорний король · f8 чорний слон · h8 чорна тура · a7 чорний пішак · b7 чорний пішак · c7 чорний пішак · e7 чорний пішак · f7 чорний пішак · h7 чорний пішак · g6 чорний пішак · d5 чорний кінь · d4 білий пішак · c3 білий кінь · a2 білий пішак · b2 білий пішак · d2 білий слон · e2 білий пішак · f2 білий пішак · g2 білий пішак · h2 білий пішак · a1 біла тура · d1 білий ферзь · e1 білий король · f1 білий слон · g1 білий кінь · h1 біла тура | a8 чорна тура · b8 чорний кінь · c8 чорний слон · d8 чорний ферзь · e8 чорний король · f8 чорний слон · h8 чорна тура · a7 чорний пішак · b7 чорний пішак · c7 чорний пішак · e7 чорний пішак · f7 чорний пішак · h7 чорний пішак · g6 чорний пішак · d5 чорний кінь · d4 білий пішак · c3 білий кінь · a2 білий пішак · b2 білий пішак · d2 білий слон · e2 білий пішак · f2 білий пішак · g2 білий пішак · h2 білий пішак · a1 біла тура · d1 білий ферзь · e1 білий король · f1 білий слон · g1 білий кінь · h1 біла тура | a8 чорна тура · b8 чорний кінь · c8 чорний слон · d8 чорний ферзь · e8 чорний король · f8 чорний слон · h8 чорна тура · a7 чорний пішак · b7 чорний пішак · c7 чорний пішак · e7 чорний пішак · f7 чорний пішак · h7 чорний пішак · g6 чорний пішак · d5 чорний кінь · d4 білий пішак · c3 білий кінь · a2 білий пішак · b2 білий пішак · d2 білий слон · e2 білий пішак · f2 білий пішак · g2 білий пішак · h2 білий пішак · a1 біла тура · d1 білий ферзь · e1 білий король · f1 білий слон · g1 білий кінь · h1 біла тура | a8 чорна тура · b8 чорний кінь · c8 чорний слон · d8 чорний ферзь · e8 чорний король · f8 чорний слон · h8 чорна тура · a7 чорний пішак · b7 чорний пішак · c7 чорний пішак · e7 чорний пішак · f7 чорний пішак · h7 чорний пішак · g6 чорний пішак · d5 чорний кінь · d4 білий пішак · c3 білий кінь · a2 білий пішак · b2 білий пішак · d2 білий слон · e2 білий пішак · f2 білий пішак · g2 білий пішак · h2 білий пішак · a1 біла тура · d1 білий ферзь · e1 білий король · f1 білий слон · g1 білий кінь · h1 біла тура | 4 |
| 3 | a8 чорна тура · b8 чорний кінь · c8 чорний слон · d8 чорний ферзь · e8 чорний король · f8 чорний слон · h8 чорна тура · a7 чорний пішак · b7 чорний пішак · c7 чорний пішак · e7 чорний пішак · f7 чорний пішак · h7 чорний пішак · g6 чорний пішак · d5 чорний кінь · d4 білий пішак · c3 білий кінь · a2 білий пішак · b2 білий пішак · d2 білий слон · e2 білий пішак · f2 білий пішак · g2 білий пішак · h2 білий пішак · a1 біла тура · d1 білий ферзь · e1 білий король · f1 білий слон · g1 білий кінь · h1 біла тура | a8 чорна тура · b8 чорний кінь · c8 чорний слон · d8 чорний ферзь · e8 чорний король · f8 чорний слон · h8 чорна тура · a7 чорний пішак · b7 чорний пішак · c7 чорний пішак · e7 чорний пішак · f7 чорний пішак · h7 чорний пішак · g6 чорний пішак · d5 чорний кінь · d4 білий пішак · c3 білий кінь · a2 білий пішак · b2 білий пішак · d2 білий слон · e2 білий пішак · f2 білий пішак · g2 білий пішак · h2 білий пішак · a1 біла тура · d1 білий ферзь · e1 білий король · f1 білий слон · g1 білий кінь · h1 біла тура | a8 чорна тура · b8 чорний кінь · c8 чорний слон · d8 чорний ферзь · e8 чорний король · f8 чорний слон · h8 чорна тура · a7 чорний пішак · b7 чорний пішак · c7 чорний пішак · e7 чорний пішак · f7 чорний пішак · h7 чорний пішак · g6 чорний пішак · d5 чорний кінь · d4 білий пішак · c3 білий кінь · a2 білий пішак · b2 білий пішак · d2 білий слон · e2 білий пішак · f2 білий пішак · g2 білий пішак · h2 білий пішак · a1 біла тура · d1 білий ферзь · e1 білий король · f1 білий слон · g1 білий кінь · h1 біла тура | a8 чорна тура · b8 чорний кінь · c8 чорний слон · d8 чорний ферзь · e8 чорний король · f8 чорний слон · h8 чорна тура · a7 чорний пішак · b7 чорний пішак · c7 чорний пішак · e7 чорний пішак · f7 чорний пішак · h7 чорний пішак · g6 чорний пішак · d5 чорний кінь · d4 білий пішак · c3 білий кінь · a2 білий пішак · b2 білий пішак · d2 білий слон · e2 білий пішак · f2 білий пішак · g2 білий пішак · h2 білий пішак · a1 біла тура · d1 білий ферзь · e1 білий король · f1 білий слон · g1 білий кінь · h1 біла тура | a8 чорна тура · b8 чорний кінь · c8 чорний слон · d8 чорний ферзь · e8 чорний король · f8 чорний слон · h8 чорна тура · a7 чорний пішак · b7 чорний пішак · c7 чорний пішак · e7 чорний пішак · f7 чорний пішак · h7 чорний пішак · g6 чорний пішак · d5 чорний кінь · d4 білий пішак · c3 білий кінь · a2 білий пішак · b2 білий пішак · d2 білий слон · e2 білий пішак · f2 білий пішак · g2 білий пішак · h2 білий пішак · a1 біла тура · d1 білий ферзь · e1 білий король · f1 білий слон · g1 білий кінь · h1 біла тура | a8 чорна тура · b8 чорний кінь · c8 чорний слон · d8 чорний ферзь · e8 чорний король · f8 чорний слон · h8 чорна тура · a7 чорний пішак · b7 чорний пішак · c7 чорний пішак · e7 чорний пішак · f7 чорний пішак · h7 чорний пішак · g6 чорний пішак · d5 чорний кінь · d4 білий пішак · c3 білий кінь · a2 білий пішак · b2 білий пішак · d2 білий слон · e2 білий пішак · f2 білий пішак · g2 білий пішак · h2 білий пішак · a1 біла тура · d1 білий ферзь · e1 білий король · f1 білий слон · g1 білий кінь · h1 біла тура | a8 чорна тура · b8 чорний кінь · c8 чорний слон · d8 чорний ферзь · e8 чорний король · f8 чорний слон · h8 чорна тура · a7 чорний пішак · b7 чорний пішак · c7 чорний пішак · e7 чорний пішак · f7 чорний пішак · h7 чорний пішак · g6 чорний пішак · d5 чорний кінь · d4 білий пішак · c3 білий кінь · a2 білий пішак · b2 білий пішак · d2 білий слон · e2 білий пішак · f2 білий пішак · g2 білий пішак · h2 білий пішак · a1 біла тура · d1 білий ферзь · e1 білий король · f1 білий слон · g1 білий кінь · h1 біла тура | a8 чорна тура · b8 чорний кінь · c8 чорний слон · d8 чорний ферзь · e8 чорний король · f8 чорний слон · h8 чорна тура · a7 чорний пішак · b7 чорний пішак · c7 чорний пішак · e7 чорний пішак · f7 чорний пішак · h7 чорний пішак · g6 чорний пішак · d5 чорний кінь · d4 білий пішак · c3 білий кінь · a2 білий пішак · b2 білий пішак · d2 білий слон · e2 білий пішак · f2 білий пішак · g2 білий пішак · h2 білий пішак · a1 біла тура · d1 білий ферзь · e1 білий король · f1 білий слон · g1 білий кінь · h1 біла тура | 3 |
| 2 | a8 чорна тура · b8 чорний кінь · c8 чорний слон · d8 чорний ферзь · e8 чорний король · f8 чорний слон · h8 чорна тура · a7 чорний пішак · b7 чорний пішак · c7 чорний пішак · e7 чорний пішак · f7 чорний пішак · h7 чорний пішак · g6 чорний пішак · d5 чорний кінь · d4 білий пішак · c3 білий кінь · a2 білий пішак · b2 білий пішак · d2 білий слон · e2 білий пішак · f2 білий пішак · g2 білий пішак · h2 білий пішак · a1 біла тура · d1 білий ферзь · e1 білий король · f1 білий слон · g1 білий кінь · h1 біла тура | a8 чорна тура · b8 чорний кінь · c8 чорний слон · d8 чорний ферзь · e8 чорний король · f8 чорний слон · h8 чорна тура · a7 чорний пішак · b7 чорний пішак · c7 чорний пішак · e7 чорний пішак · f7 чорний пішак · h7 чорний пішак · g6 чорний пішак · d5 чорний кінь · d4 білий пішак · c3 білий кінь · a2 білий пішак · b2 білий пішак · d2 білий слон · e2 білий пішак · f2 білий пішак · g2 білий пішак · h2 білий пішак · a1 біла тура · d1 білий ферзь · e1 білий король · f1 білий слон · g1 білий кінь · h1 біла тура | a8 чорна тура · b8 чорний кінь · c8 чорний слон · d8 чорний ферзь · e8 чорний король · f8 чорний слон · h8 чорна тура · a7 чорний пішак · b7 чорний пішак · c7 чорний пішак · e7 чорний пішак · f7 чорний пішак · h7 чорний пішак · g6 чорний пішак · d5 чорний кінь · d4 білий пішак · c3 білий кінь · a2 білий пішак · b2 білий пішак · d2 білий слон · e2 білий пішак · f2 білий пішак · g2 білий пішак · h2 білий пішак · a1 біла тура · d1 білий ферзь · e1 білий король · f1 білий слон · g1 білий кінь · h1 біла тура | a8 чорна тура · b8 чорний кінь · c8 чорний слон · d8 чорний ферзь · e8 чорний король · f8 чорний слон · h8 чорна тура · a7 чорний пішак · b7 чорний пішак · c7 чорний пішак · e7 чорний пішак · f7 чорний пішак · h7 чорний пішак · g6 чорний пішак · d5 чорний кінь · d4 білий пішак · c3 білий кінь · a2 білий пішак · b2 білий пішак · d2 білий слон · e2 білий пішак · f2 білий пішак · g2 білий пішак · h2 білий пішак · a1 біла тура · d1 білий ферзь · e1 білий король · f1 білий слон · g1 білий кінь · h1 біла тура | a8 чорна тура · b8 чорний кінь · c8 чорний слон · d8 чорний ферзь · e8 чорний король · f8 чорний слон · h8 чорна тура · a7 чорний пішак · b7 чорний пішак · c7 чорний пішак · e7 чорний пішак · f7 чорний пішак · h7 чорний пішак · g6 чорний пішак · d5 чорний кінь · d4 білий пішак · c3 білий кінь · a2 білий пішак · b2 білий пішак · d2 білий слон · e2 білий пішак · f2 білий пішак · g2 білий пішак · h2 білий пішак · a1 біла тура · d1 білий ферзь · e1 білий король · f1 білий слон · g1 білий кінь · h1 біла тура | a8 чорна тура · b8 чорний кінь · c8 чорний слон · d8 чорний ферзь · e8 чорний король · f8 чорний слон · h8 чорна тура · a7 чорний пішак · b7 чорний пішак · c7 чорний пішак · e7 чорний пішак · f7 чорний пішак · h7 чорний пішак · g6 чорний пішак · d5 чорний кінь · d4 білий пішак · c3 білий кінь · a2 білий пішак · b2 білий пішак · d2 білий слон · e2 білий пішак · f2 білий пішак · g2 білий пішак · h2 білий пішак · a1 біла тура · d1 білий ферзь · e1 білий король · f1 білий слон · g1 білий кінь · h1 біла тура | a8 чорна тура · b8 чорний кінь · c8 чорний слон · d8 чорний ферзь · e8 чорний король · f8 чорний слон · h8 чорна тура · a7 чорний пішак · b7 чорний пішак · c7 чорний пішак · e7 чорний пішак · f7 чорний пішак · h7 чорний пішак · g6 чорний пішак · d5 чорний кінь · d4 білий пішак · c3 білий кінь · a2 білий пішак · b2 білий пішак · d2 білий слон · e2 білий пішак · f2 білий пішак · g2 білий пішак · h2 білий пішак · a1 біла тура · d1 білий ферзь · e1 білий король · f1 білий слон · g1 білий кінь · h1 біла тура | a8 чорна тура · b8 чорний кінь · c8 чорний слон · d8 чорний ферзь · e8 чорний король · f8 чорний слон · h8 чорна тура · a7 чорний пішак · b7 чорний пішак · c7 чорний пішак · e7 чорний пішак · f7 чорний пішак · h7 чорний пішак · g6 чорний пішак · d5 чорний кінь · d4 білий пішак · c3 білий кінь · a2 білий пішак · b2 білий пішак · d2 білий слон · e2 білий пішак · f2 білий пішак · g2 білий пішак · h2 білий пішак · a1 біла тура · d1 білий ферзь · e1 білий король · f1 білий слон · g1 білий кінь · h1 біла тура | 2 |
| 1 | a8 чорна тура · b8 чорний кінь · c8 чорний слон · d8 чорний ферзь · e8 чорний король · f8 чорний слон · h8 чорна тура · a7 чорний пішак · b7 чорний пішак · c7 чорний пішак · e7 чорний пішак · f7 чорний пішак · h7 чорний пішак · g6 чорний пішак · d5 чорний кінь · d4 білий пішак · c3 білий кінь · a2 білий пішак · b2 білий пішак · d2 білий слон · e2 білий пішак · f2 білий пішак · g2 білий пішак · h2 білий пішак · a1 біла тура · d1 білий ферзь · e1 білий король · f1 білий слон · g1 білий кінь · h1 біла тура | a8 чорна тура · b8 чорний кінь · c8 чорний слон · d8 чорний ферзь · e8 чорний король · f8 чорний слон · h8 чорна тура · a7 чорний пішак · b7 чорний пішак · c7 чорний пішак · e7 чорний пішак · f7 чорний пішак · h7 чорний пішак · g6 чорний пішак · d5 чорний кінь · d4 білий пішак · c3 білий кінь · a2 білий пішак · b2 білий пішак · d2 білий слон · e2 білий пішак · f2 білий пішак · g2 білий пішак · h2 білий пішак · a1 біла тура · d1 білий ферзь · e1 білий король · f1 білий слон · g1 білий кінь · h1 біла тура | a8 чорна тура · b8 чорний кінь · c8 чорний слон · d8 чорний ферзь · e8 чорний король · f8 чорний слон · h8 чорна тура · a7 чорний пішак · b7 чорний пішак · c7 чорний пішак · e7 чорний пішак · f7 чорний пішак · h7 чорний пішак · g6 чорний пішак · d5 чорний кінь · d4 білий пішак · c3 білий кінь · a2 білий пішак · b2 білий пішак · d2 білий слон · e2 білий пішак · f2 білий пішак · g2 білий пішак · h2 білий пішак · a1 біла тура · d1 білий ферзь · e1 білий король · f1 білий слон · g1 білий кінь · h1 біла тура | a8 чорна тура · b8 чорний кінь · c8 чорний слон · d8 чорний ферзь · e8 чорний король · f8 чорний слон · h8 чорна тура · a7 чорний пішак · b7 чорний пішак · c7 чорний пішак · e7 чорний пішак · f7 чорний пішак · h7 чорний пішак · g6 чорний пішак · d5 чорний кінь · d4 білий пішак · c3 білий кінь · a2 білий пішак · b2 білий пішак · d2 білий слон · e2 білий пішак · f2 білий пішак · g2 білий пішак · h2 білий пішак · a1 біла тура · d1 білий ферзь · e1 білий король · f1 білий слон · g1 білий кінь · h1 біла тура | a8 чорна тура · b8 чорний кінь · c8 чорний слон · d8 чорний ферзь · e8 чорний король · f8 чорний слон · h8 чорна тура · a7 чорний пішак · b7 чорний пішак · c7 чорний пішак · e7 чорний пішак · f7 чорний пішак · h7 чорний пішак · g6 чорний пішак · d5 чорний кінь · d4 білий пішак · c3 білий кінь · a2 білий пішак · b2 білий пішак · d2 білий слон · e2 білий пішак · f2 білий пішак · g2 білий пішак · h2 білий пішак · a1 біла тура · d1 білий ферзь · e1 білий король · f1 білий слон · g1 білий кінь · h1 біла тура | a8 чорна тура · b8 чорний кінь · c8 чорний слон · d8 чорний ферзь · e8 чорний король · f8 чорний слон · h8 чорна тура · a7 чорний пішак · b7 чорний пішак · c7 чорний пішак · e7 чорний пішак · f7 чорний пішак · h7 чорний пішак · g6 чорний пішак · d5 чорний кінь · d4 білий пішак · c3 білий кінь · a2 білий пішак · b2 білий пішак · d2 білий слон · e2 білий пішак · f2 білий пішак · g2 білий пішак · h2 білий пішак · a1 біла тура · d1 білий ферзь · e1 білий король · f1 білий слон · g1 білий кінь · h1 біла тура | a8 чорна тура · b8 чорний кінь · c8 чорний слон · d8 чорний ферзь · e8 чорний король · f8 чорний слон · h8 чорна тура · a7 чорний пішак · b7 чорний пішак · c7 чорний пішак · e7 чорний пішак · f7 чорний пішак · h7 чорний пішак · g6 чорний пішак · d5 чорний кінь · d4 білий пішак · c3 білий кінь · a2 білий пішак · b2 білий пішак · d2 білий слон · e2 білий пішак · f2 білий пішак · g2 білий пішак · h2 білий пішак · a1 біла тура · d1 білий ферзь · e1 білий король · f1 білий слон · g1 білий кінь · h1 біла тура | a8 чорна тура · b8 чорний кінь · c8 чорний слон · d8 чорний ферзь · e8 чорний король · f8 чорний слон · h8 чорна тура · a7 чорний пішак · b7 чорний пішак · c7 чорний пішак · e7 чорний пішак · f7 чорний пішак · h7 чорний пішак · g6 чорний пішак · d5 чорний кінь · d4 білий пішак · c3 білий кінь · a2 білий пішак · b2 білий пішак · d2 білий слон · e2 білий пішак · f2 білий пішак · g2 білий пішак · h2 білий пішак · a1 біла тура · d1 білий ферзь · e1 білий король · f1 білий слон · g1 білий кінь · h1 біла тура | 1 |
|   | a | b | c | d | e | f | g | h |   |

Ананд — Карлсен

8 листопада

Захист Грюнфельда (D85) 

1.d4 Кf6 2.c4 g6 3.Kc3 d5 4.cxd5 Kxd5 5.Сd2 Сg7 6.e4 Kxc3 7.Сxc3 O-O 8.Фd2 Kc6 9.Кf3 Сg4 10.d5 Сxf3 11.Сxg7 Kpxg7 12.gxf3 Ke5 13.O-O-O c6 14.Фc3 f6 15.Сh3 cxd5 16.exd5 Кf7 17.f4 Фd6 18.Фd4 Лad8 19.Сe6 Фb6 20.Фd2 Лd6 21.Лhe1 Кd8 22.f5 Kxe6 23.Лxe6 Фc7+ 24.Крb1 Лc8 25.Лde1 Лxe6 26.Лxe6 Лd8 27.Фe3 Лd7 28.d6 exd6 29.Фd4 Rf7 30.fxg6 hxg6 31.лxd6 a6 32.a3 Фa5 33.f4 Фh5 34.Фd2 Фc5 35.Лd5 Фc4 36.Лd7 Фc6 37.Лd6 Фe4+ 38.Крa2 Лe7 39.Фc1 a5 40.Фf1 a4 41.Лd1 Фc2 42.Лd4 Лe2 43.Лb4 b5 44.Фh1 Лe7 45.Фd5 Лe1 46.Фd7 + Крh6 47.Фh3 + Крg7 48.Фd7+ Нічия

### Друга партія
|   | a | b | c | d | e | f | g | h |   |
| 8 | f8 чорна тура · g8 чорний король · e7 біла тура · g7 чорний пішак · h7 чорний пішак · d6 чорний ферзь · f6 чорний пішак · a5 чорний пішак · c5 чорний пішак · f5 білий пішак · a4 білий пішак · e4 білий ферзь · h4 білий пішак · f3 чорний пішак · g3 білий пішак · c2 білий пішак · f2 білий пішак · h2 білий король | f8 чорна тура · g8 чорний король · e7 біла тура · g7 чорний пішак · h7 чорний пішак · d6 чорний ферзь · f6 чорний пішак · a5 чорний пішак · c5 чорний пішак · f5 білий пішак · a4 білий пішак · e4 білий ферзь · h4 білий пішак · f3 чорний пішак · g3 білий пішак · c2 білий пішак · f2 білий пішак · h2 білий король | f8 чорна тура · g8 чорний король · e7 біла тура · g7 чорний пішак · h7 чорний пішак · d6 чорний ферзь · f6 чорний пішак · a5 чорний пішак · c5 чорний пішак · f5 білий пішак · a4 білий пішак · e4 білий ферзь · h4 білий пішак · f3 чорний пішак · g3 білий пішак · c2 білий пішак · f2 білий пішак · h2 білий король | f8 чорна тура · g8 чорний король · e7 біла тура · g7 чорний пішак · h7 чорний пішак · d6 чорний ферзь · f6 чорний пішак · a5 чорний пішак · c5 чорний пішак · f5 білий пішак · a4 білий пішак · e4 білий ферзь · h4 білий пішак · f3 чорний пішак · g3 білий пішак · c2 білий пішак · f2 білий пішак · h2 білий король | f8 чорна тура · g8 чорний король · e7 біла тура · g7 чорний пішак · h7 чорний пішак · d6 чорний ферзь · f6 чорний пішак · a5 чорний пішак · c5 чорний пішак · f5 білий пішак · a4 білий пішак · e4 білий ферзь · h4 білий пішак · f3 чорний пішак · g3 білий пішак · c2 білий пішак · f2 білий пішак · h2 білий король | f8 чорна тура · g8 чорний король · e7 біла тура · g7 чорний пішак · h7 чорний пішак · d6 чорний ферзь · f6 чорний пішак · a5 чорний пішак · c5 чорний пішак · f5 білий пішак · a4 білий пішак · e4 білий ферзь · h4 білий пішак · f3 чорний пішак · g3 білий пішак · c2 білий пішак · f2 білий пішак · h2 білий король | f8 чорна тура · g8 чорний король · e7 біла тура · g7 чорний пішак · h7 чорний пішак · d6 чорний ферзь · f6 чорний пішак · a5 чорний пішак · c5 чорний пішак · f5 білий пішак · a4 білий пішак · e4 білий ферзь · h4 білий пішак · f3 чорний пішак · g3 білий пішак · c2 білий пішак · f2 білий пішак · h2 білий король | f8 чорна тура · g8 чорний король · e7 біла тура · g7 чорний пішак · h7 чорний пішак · d6 чорний ферзь · f6 чорний пішак · a5 чорний пішак · c5 чорний пішак · f5 білий пішак · a4 білий пішак · e4 білий ферзь · h4 білий пішак · f3 чорний пішак · g3 білий пішак · c2 білий пішак · f2 білий пішак · h2 білий король | 8 |
| 7 | f8 чорна тура · g8 чорний король · e7 біла тура · g7 чорний пішак · h7 чорний пішак · d6 чорний ферзь · f6 чорний пішак · a5 чорний пішак · c5 чорний пішак · f5 білий пішак · a4 білий пішак · e4 білий ферзь · h4 білий пішак · f3 чорний пішак · g3 білий пішак · c2 білий пішак · f2 білий пішак · h2 білий король | f8 чорна тура · g8 чорний король · e7 біла тура · g7 чорний пішак · h7 чорний пішак · d6 чорний ферзь · f6 чорний пішак · a5 чорний пішак · c5 чорний пішак · f5 білий пішак · a4 білий пішак · e4 білий ферзь · h4 білий пішак · f3 чорний пішак · g3 білий пішак · c2 білий пішак · f2 білий пішак · h2 білий король | f8 чорна тура · g8 чорний король · e7 біла тура · g7 чорний пішак · h7 чорний пішак · d6 чорний ферзь · f6 чорний пішак · a5 чорний пішак · c5 чорний пішак · f5 білий пішак · a4 білий пішак · e4 білий ферзь · h4 білий пішак · f3 чорний пішак · g3 білий пішак · c2 білий пішак · f2 білий пішак · h2 білий король | f8 чорна тура · g8 чорний король · e7 біла тура · g7 чорний пішак · h7 чорний пішак · d6 чорний ферзь · f6 чорний пішак · a5 чорний пішак · c5 чорний пішак · f5 білий пішак · a4 білий пішак · e4 білий ферзь · h4 білий пішак · f3 чорний пішак · g3 білий пішак · c2 білий пішак · f2 білий пішак · h2 білий король | f8 чорна тура · g8 чорний король · e7 біла тура · g7 чорний пішак · h7 чорний пішак · d6 чорний ферзь · f6 чорний пішак · a5 чорний пішак · c5 чорний пішак · f5 білий пішак · a4 білий пішак · e4 білий ферзь · h4 білий пішак · f3 чорний пішак · g3 білий пішак · c2 білий пішак · f2 білий пішак · h2 білий король | f8 чорна тура · g8 чорний король · e7 біла тура · g7 чорний пішак · h7 чорний пішак · d6 чорний ферзь · f6 чорний пішак · a5 чорний пішак · c5 чорний пішак · f5 білий пішак · a4 білий пішак · e4 білий ферзь · h4 білий пішак · f3 чорний пішак · g3 білий пішак · c2 білий пішак · f2 білий пішак · h2 білий король | f8 чорна тура · g8 чорний король · e7 біла тура · g7 чорний пішак · h7 чорний пішак · d6 чорний ферзь · f6 чорний пішак · a5 чорний пішак · c5 чорний пішак · f5 білий пішак · a4 білий пішак · e4 білий ферзь · h4 білий пішак · f3 чорний пішак · g3 білий пішак · c2 білий пішак · f2 білий пішак · h2 білий король | f8 чорна тура · g8 чорний король · e7 біла тура · g7 чорний пішак · h7 чорний пішак · d6 чорний ферзь · f6 чорний пішак · a5 чорний пішак · c5 чорний пішак · f5 білий пішак · a4 білий пішак · e4 білий ферзь · h4 білий пішак · f3 чорний пішак · g3 білий пішак · c2 білий пішак · f2 білий пішак · h2 білий король | 7 |
| 6 | f8 чорна тура · g8 чорний король · e7 біла тура · g7 чорний пішак · h7 чорний пішак · d6 чорний ферзь · f6 чорний пішак · a5 чорний пішак · c5 чорний пішак · f5 білий пішак · a4 білий пішак · e4 білий ферзь · h4 білий пішак · f3 чорний пішак · g3 білий пішак · c2 білий пішак · f2 білий пішак · h2 білий король | f8 чорна тура · g8 чорний король · e7 біла тура · g7 чорний пішак · h7 чорний пішак · d6 чорний ферзь · f6 чорний пішак · a5 чорний пішак · c5 чорний пішак · f5 білий пішак · a4 білий пішак · e4 білий ферзь · h4 білий пішак · f3 чорний пішак · g3 білий пішак · c2 білий пішак · f2 білий пішак · h2 білий король | f8 чорна тура · g8 чорний король · e7 біла тура · g7 чорний пішак · h7 чорний пішак · d6 чорний ферзь · f6 чорний пішак · a5 чорний пішак · c5 чорний пішак · f5 білий пішак · a4 білий пішак · e4 білий ферзь · h4 білий пішак · f3 чорний пішак · g3 білий пішак · c2 білий пішак · f2 білий пішак · h2 білий король | f8 чорна тура · g8 чорний король · e7 біла тура · g7 чорний пішак · h7 чорний пішак · d6 чорний ферзь · f6 чорний пішак · a5 чорний пішак · c5 чорний пішак · f5 білий пішак · a4 білий пішак · e4 білий ферзь · h4 білий пішак · f3 чорний пішак · g3 білий пішак · c2 білий пішак · f2 білий пішак · h2 білий король | f8 чорна тура · g8 чорний король · e7 біла тура · g7 чорний пішак · h7 чорний пішак · d6 чорний ферзь · f6 чорний пішак · a5 чорний пішак · c5 чорний пішак · f5 білий пішак · a4 білий пішак · e4 білий ферзь · h4 білий пішак · f3 чорний пішак · g3 білий пішак · c2 білий пішак · f2 білий пішак · h2 білий король | f8 чорна тура · g8 чорний король · e7 біла тура · g7 чорний пішак · h7 чорний пішак · d6 чорний ферзь · f6 чорний пішак · a5 чорний пішак · c5 чорний пішак · f5 білий пішак · a4 білий пішак · e4 білий ферзь · h4 білий пішак · f3 чорний пішак · g3 білий пішак · c2 білий пішак · f2 білий пішак · h2 білий король | f8 чорна тура · g8 чорний король · e7 біла тура · g7 чорний пішак · h7 чорний пішак · d6 чорний ферзь · f6 чорний пішак · a5 чорний пішак · c5 чорний пішак · f5 білий пішак · a4 білий пішак · e4 білий ферзь · h4 білий пішак · f3 чорний пішак · g3 білий пішак · c2 білий пішак · f2 білий пішак · h2 білий король | f8 чорна тура · g8 чорний король · e7 біла тура · g7 чорний пішак · h7 чорний пішак · d6 чорний ферзь · f6 чорний пішак · a5 чорний пішак · c5 чорний пішак · f5 білий пішак · a4 білий пішак · e4 білий ферзь · h4 білий пішак · f3 чорний пішак · g3 білий пішак · c2 білий пішак · f2 білий пішак · h2 білий король | 6 |
| 5 | f8 чорна тура · g8 чорний король · e7 біла тура · g7 чорний пішак · h7 чорний пішак · d6 чорний ферзь · f6 чорний пішак · a5 чорний пішак · c5 чорний пішак · f5 білий пішак · a4 білий пішак · e4 білий ферзь · h4 білий пішак · f3 чорний пішак · g3 білий пішак · c2 білий пішак · f2 білий пішак · h2 білий король | f8 чорна тура · g8 чорний король · e7 біла тура · g7 чорний пішак · h7 чорний пішак · d6 чорний ферзь · f6 чорний пішак · a5 чорний пішак · c5 чорний пішак · f5 білий пішак · a4 білий пішак · e4 білий ферзь · h4 білий пішак · f3 чорний пішак · g3 білий пішак · c2 білий пішак · f2 білий пішак · h2 білий король | f8 чорна тура · g8 чорний король · e7 біла тура · g7 чорний пішак · h7 чорний пішак · d6 чорний ферзь · f6 чорний пішак · a5 чорний пішак · c5 чорний пішак · f5 білий пішак · a4 білий пішак · e4 білий ферзь · h4 білий пішак · f3 чорний пішак · g3 білий пішак · c2 білий пішак · f2 білий пішак · h2 білий король | f8 чорна тура · g8 чорний король · e7 біла тура · g7 чорний пішак · h7 чорний пішак · d6 чорний ферзь · f6 чорний пішак · a5 чорний пішак · c5 чорний пішак · f5 білий пішак · a4 білий пішак · e4 білий ферзь · h4 білий пішак · f3 чорний пішак · g3 білий пішак · c2 білий пішак · f2 білий пішак · h2 білий король | f8 чорна тура · g8 чорний король · e7 біла тура · g7 чорний пішак · h7 чорний пішак · d6 чорний ферзь · f6 чорний пішак · a5 чорний пішак · c5 чорний пішак · f5 білий пішак · a4 білий пішак · e4 білий ферзь · h4 білий пішак · f3 чорний пішак · g3 білий пішак · c2 білий пішак · f2 білий пішак · h2 білий король | f8 чорна тура · g8 чорний король · e7 біла тура · g7 чорний пішак · h7 чорний пішак · d6 чорний ферзь · f6 чорний пішак · a5 чорний пішак · c5 чорний пішак · f5 білий пішак · a4 білий пішак · e4 білий ферзь · h4 білий пішак · f3 чорний пішак · g3 білий пішак · c2 білий пішак · f2 білий пішак · h2 білий король | f8 чорна тура · g8 чорний король · e7 біла тура · g7 чорний пішак · h7 чорний пішак · d6 чорний ферзь · f6 чорний пішак · a5 чорний пішак · c5 чорний пішак · f5 білий пішак · a4 білий пішак · e4 білий ферзь · h4 білий пішак · f3 чорний пішак · g3 білий пішак · c2 білий пішак · f2 білий пішак · h2 білий король | f8 чорна тура · g8 чорний король · e7 біла тура · g7 чорний пішак · h7 чорний пішак · d6 чорний ферзь · f6 чорний пішак · a5 чорний пішак · c5 чорний пішак · f5 білий пішак · a4 білий пішак · e4 білий ферзь · h4 білий пішак · f3 чорний пішак · g3 білий пішак · c2 білий пішак · f2 білий пішак · h2 білий король | 5 |
| 4 | f8 чорна тура · g8 чорний король · e7 біла тура · g7 чорний пішак · h7 чорний пішак · d6 чорний ферзь · f6 чорний пішак · a5 чорний пішак · c5 чорний пішак · f5 білий пішак · a4 білий пішак · e4 білий ферзь · h4 білий пішак · f3 чорний пішак · g3 білий пішак · c2 білий пішак · f2 білий пішак · h2 білий король | f8 чорна тура · g8 чорний король · e7 біла тура · g7 чорний пішак · h7 чорний пішак · d6 чорний ферзь · f6 чорний пішак · a5 чорний пішак · c5 чорний пішак · f5 білий пішак · a4 білий пішак · e4 білий ферзь · h4 білий пішак · f3 чорний пішак · g3 білий пішак · c2 білий пішак · f2 білий пішак · h2 білий король | f8 чорна тура · g8 чорний король · e7 біла тура · g7 чорний пішак · h7 чорний пішак · d6 чорний ферзь · f6 чорний пішак · a5 чорний пішак · c5 чорний пішак · f5 білий пішак · a4 білий пішак · e4 білий ферзь · h4 білий пішак · f3 чорний пішак · g3 білий пішак · c2 білий пішак · f2 білий пішак · h2 білий король | f8 чорна тура · g8 чорний король · e7 біла тура · g7 чорний пішак · h7 чорний пішак · d6 чорний ферзь · f6 чорний пішак · a5 чорний пішак · c5 чорний пішак · f5 білий пішак · a4 білий пішак · e4 білий ферзь · h4 білий пішак · f3 чорний пішак · g3 білий пішак · c2 білий пішак · f2 білий пішак · h2 білий король | f8 чорна тура · g8 чорний король · e7 біла тура · g7 чорний пішак · h7 чорний пішак · d6 чорний ферзь · f6 чорний пішак · a5 чорний пішак · c5 чорний пішак · f5 білий пішак · a4 білий пішак · e4 білий ферзь · h4 білий пішак · f3 чорний пішак · g3 білий пішак · c2 білий пішак · f2 білий пішак · h2 білий король | f8 чорна тура · g8 чорний король · e7 біла тура · g7 чорний пішак · h7 чорний пішак · d6 чорний ферзь · f6 чорний пішак · a5 чорний пішак · c5 чорний пішак · f5 білий пішак · a4 білий пішак · e4 білий ферзь · h4 білий пішак · f3 чорний пішак · g3 білий пішак · c2 білий пішак · f2 білий пішак · h2 білий король | f8 чорна тура · g8 чорний король · e7 біла тура · g7 чорний пішак · h7 чорний пішак · d6 чорний ферзь · f6 чорний пішак · a5 чорний пішак · c5 чорний пішак · f5 білий пішак · a4 білий пішак · e4 білий ферзь · h4 білий пішак · f3 чорний пішак · g3 білий пішак · c2 білий пішак · f2 білий пішак · h2 білий король | f8 чорна тура · g8 чорний король · e7 біла тура · g7 чорний пішак · h7 чорний пішак · d6 чорний ферзь · f6 чорний пішак · a5 чорний пішак · c5 чорний пішак · f5 білий пішак · a4 білий пішак · e4 білий ферзь · h4 білий пішак · f3 чорний пішак · g3 білий пішак · c2 білий пішак · f2 білий пішак · h2 білий король | 4 |
| 3 | f8 чорна тура · g8 чорний король · e7 біла тура · g7 чорний пішак · h7 чорний пішак · d6 чорний ферзь · f6 чорний пішак · a5 чорний пішак · c5 чорний пішак · f5 білий пішак · a4 білий пішак · e4 білий ферзь · h4 білий пішак · f3 чорний пішак · g3 білий пішак · c2 білий пішак · f2 білий пішак · h2 білий король | f8 чорна тура · g8 чорний король · e7 біла тура · g7 чорний пішак · h7 чорний пішак · d6 чорний ферзь · f6 чорний пішак · a5 чорний пішак · c5 чорний пішак · f5 білий пішак · a4 білий пішак · e4 білий ферзь · h4 білий пішак · f3 чорний пішак · g3 білий пішак · c2 білий пішак · f2 білий пішак · h2 білий король | f8 чорна тура · g8 чорний король · e7 біла тура · g7 чорний пішак · h7 чорний пішак · d6 чорний ферзь · f6 чорний пішак · a5 чорний пішак · c5 чорний пішак · f5 білий пішак · a4 білий пішак · e4 білий ферзь · h4 білий пішак · f3 чорний пішак · g3 білий пішак · c2 білий пішак · f2 білий пішак · h2 білий король | f8 чорна тура · g8 чорний король · e7 біла тура · g7 чорний пішак · h7 чорний пішак · d6 чорний ферзь · f6 чорний пішак · a5 чорний пішак · c5 чорний пішак · f5 білий пішак · a4 білий пішак · e4 білий ферзь · h4 білий пішак · f3 чорний пішак · g3 білий пішак · c2 білий пішак · f2 білий пішак · h2 білий король | f8 чорна тура · g8 чорний король · e7 біла тура · g7 чорний пішак · h7 чорний пішак · d6 чорний ферзь · f6 чорний пішак · a5 чорний пішак · c5 чорний пішак · f5 білий пішак · a4 білий пішак · e4 білий ферзь · h4 білий пішак · f3 чорний пішак · g3 білий пішак · c2 білий пішак · f2 білий пішак · h2 білий король | f8 чорна тура · g8 чорний король · e7 біла тура · g7 чорний пішак · h7 чорний пішак · d6 чорний ферзь · f6 чорний пішак · a5 чорний пішак · c5 чорний пішак · f5 білий пішак · a4 білий пішак · e4 білий ферзь · h4 білий пішак · f3 чорний пішак · g3 білий пішак · c2 білий пішак · f2 білий пішак · h2 білий король | f8 чорна тура · g8 чорний король · e7 біла тура · g7 чорний пішак · h7 чорний пішак · d6 чорний ферзь · f6 чорний пішак · a5 чорний пішак · c5 чорний пішак · f5 білий пішак · a4 білий пішак · e4 білий ферзь · h4 білий пішак · f3 чорний пішак · g3 білий пішак · c2 білий пішак · f2 білий пішак · h2 білий король | f8 чорна тура · g8 чорний король · e7 біла тура · g7 чорний пішак · h7 чорний пішак · d6 чорний ферзь · f6 чорний пішак · a5 чорний пішак · c5 чорний пішак · f5 білий пішак · a4 білий пішак · e4 білий ферзь · h4 білий пішак · f3 чорний пішак · g3 білий пішак · c2 білий пішак · f2 білий пішак · h2 білий король | 3 |
| 2 | f8 чорна тура · g8 чорний король · e7 біла тура · g7 чорний пішак · h7 чорний пішак · d6 чорний ферзь · f6 чорний пішак · a5 чорний пішак · c5 чорний пішак · f5 білий пішак · a4 білий пішак · e4 білий ферзь · h4 білий пішак · f3 чорний пішак · g3 білий пішак · c2 білий пішак · f2 білий пішак · h2 білий король | f8 чорна тура · g8 чорний король · e7 біла тура · g7 чорний пішак · h7 чорний пішак · d6 чорний ферзь · f6 чорний пішак · a5 чорний пішак · c5 чорний пішак · f5 білий пішак · a4 білий пішак · e4 білий ферзь · h4 білий пішак · f3 чорний пішак · g3 білий пішак · c2 білий пішак · f2 білий пішак · h2 білий король | f8 чорна тура · g8 чорний король · e7 біла тура · g7 чорний пішак · h7 чорний пішак · d6 чорний ферзь · f6 чорний пішак · a5 чорний пішак · c5 чорний пішак · f5 білий пішак · a4 білий пішак · e4 білий ферзь · h4 білий пішак · f3 чорний пішак · g3 білий пішак · c2 білий пішак · f2 білий пішак · h2 білий король | f8 чорна тура · g8 чорний король · e7 біла тура · g7 чорний пішак · h7 чорний пішак · d6 чорний ферзь · f6 чорний пішак · a5 чорний пішак · c5 чорний пішак · f5 білий пішак · a4 білий пішак · e4 білий ферзь · h4 білий пішак · f3 чорний пішак · g3 білий пішак · c2 білий пішак · f2 білий пішак · h2 білий король | f8 чорна тура · g8 чорний король · e7 біла тура · g7 чорний пішак · h7 чорний пішак · d6 чорний ферзь · f6 чорний пішак · a5 чорний пішак · c5 чорний пішак · f5 білий пішак · a4 білий пішак · e4 білий ферзь · h4 білий пішак · f3 чорний пішак · g3 білий пішак · c2 білий пішак · f2 білий пішак · h2 білий король | f8 чорна тура · g8 чорний король · e7 біла тура · g7 чорний пішак · h7 чорний пішак · d6 чорний ферзь · f6 чорний пішак · a5 чорний пішак · c5 чорний пішак · f5 білий пішак · a4 білий пішак · e4 білий ферзь · h4 білий пішак · f3 чорний пішак · g3 білий пішак · c2 білий пішак · f2 білий пішак · h2 білий король | f8 чорна тура · g8 чорний король · e7 біла тура · g7 чорний пішак · h7 чорний пішак · d6 чорний ферзь · f6 чорний пішак · a5 чорний пішак · c5 чорний пішак · f5 білий пішак · a4 білий пішак · e4 білий ферзь · h4 білий пішак · f3 чорний пішак · g3 білий пішак · c2 білий пішак · f2 білий пішак · h2 білий король | f8 чорна тура · g8 чорний король · e7 біла тура · g7 чорний пішак · h7 чорний пішак · d6 чорний ферзь · f6 чорний пішак · a5 чорний пішак · c5 чорний пішак · f5 білий пішак · a4 білий пішак · e4 білий ферзь · h4 білий пішак · f3 чорний пішак · g3 білий пішак · c2 білий пішак · f2 білий пішак · h2 білий король | 2 |
| 1 | f8 чорна тура · g8 чорний король · e7 біла тура · g7 чорний пішак · h7 чорний пішак · d6 чорний ферзь · f6 чорний пішак · a5 чорний пішак · c5 чорний пішак · f5 білий пішак · a4 білий пішак · e4 білий ферзь · h4 білий пішак · f3 чорний пішак · g3 білий пішак · c2 білий пішак · f2 білий пішак · h2 білий король | f8 чорна тура · g8 чорний король · e7 біла тура · g7 чорний пішак · h7 чорний пішак · d6 чорний ферзь · f6 чорний пішак · a5 чорний пішак · c5 чорний пішак · f5 білий пішак · a4 білий пішак · e4 білий ферзь · h4 білий пішак · f3 чорний пішак · g3 білий пішак · c2 білий пішак · f2 білий пішак · h2 білий король | f8 чорна тура · g8 чорний король · e7 біла тура · g7 чорний пішак · h7 чорний пішак · d6 чорний ферзь · f6 чорний пішак · a5 чорний пішак · c5 чорний пішак · f5 білий пішак · a4 білий пішак · e4 білий ферзь · h4 білий пішак · f3 чорний пішак · g3 білий пішак · c2 білий пішак · f2 білий пішак · h2 білий король | f8 чорна тура · g8 чорний король · e7 біла тура · g7 чорний пішак · h7 чорний пішак · d6 чорний ферзь · f6 чорний пішак · a5 чорний пішак · c5 чорний пішак · f5 білий пішак · a4 білий пішак · e4 білий ферзь · h4 білий пішак · f3 чорний пішак · g3 білий пішак · c2 білий пішак · f2 білий пішак · h2 білий король | f8 чорна тура · g8 чорний король · e7 біла тура · g7 чорний пішак · h7 чорний пішак · d6 чорний ферзь · f6 чорний пішак · a5 чорний пішак · c5 чорний пішак · f5 білий пішак · a4 білий пішак · e4 білий ферзь · h4 білий пішак · f3 чорний пішак · g3 білий пішак · c2 білий пішак · f2 білий пішак · h2 білий король | f8 чорна тура · g8 чорний король · e7 біла тура · g7 чорний пішак · h7 чорний пішак · d6 чорний ферзь · f6 чорний пішак · a5 чорний пішак · c5 чорний пішак · f5 білий пішак · a4 білий пішак · e4 білий ферзь · h4 білий пішак · f3 чорний пішак · g3 білий пішак · c2 білий пішак · f2 білий пішак · h2 білий король | f8 чорна тура · g8 чорний король · e7 біла тура · g7 чорний пішак · h7 чорний пішак · d6 чорний ферзь · f6 чорний пішак · a5 чорний пішак · c5 чорний пішак · f5 білий пішак · a4 білий пішак · e4 білий ферзь · h4 білий пішак · f3 чорний пішак · g3 білий пішак · c2 білий пішак · f2 білий пішак · h2 білий король | f8 чорна тура · g8 чорний король · e7 біла тура · g7 чорний пішак · h7 чорний пішак · d6 чорний ферзь · f6 чорний пішак · a5 чорний пішак · c5 чорний пішак · f5 білий пішак · a4 білий пішак · e4 білий ферзь · h4 білий пішак · f3 чорний пішак · g3 білий пішак · c2 білий пішак · f2 білий пішак · h2 білий король | 1 |
|   | a | b | c | d | e | f | g | h |   |

Карлсен — Ананд

9 листопада 

Іспанська партія (C65) 

1.e4 e5 2.Кf3 Кc6 3.Сb5 Кf6 4.d3 Сc5 5.O-O d6 6.Лe1 O-O 7.Сxc6 bxc6 8.h3 Лe8 9.Кbd2 Кd7 10.Кc4 Сb6 11.a4 a5 12.Кxb6 cxb6 13.d4 Фc7 14.Лa3 Кf8 15.dxe5 dxe5 16.Кh4 Лd8 17.Фh5 f6 18.Кf5 Сe6 19.Лg3 Кg6 20.h4 Сxf5 21.exf5 Кf4 22.Сxf4 exf4 23.Лc3 c5 24.Лe6 Лab8 25.Лc4 Фd7 26.Kph2 Лf8 27.Лce4 Лb7 28.Фe2 b5 29.b3 bxa4 30.bxa4 Лb4 31.Лe7 Фd6 32.Фf3 Лxe4 33.Фxe4 f3+ 34.g3 h5?? 35.Фb7 Чорні здалися

### Третя партія
Ананд — Карлсен

11 листопада

Відхилений ферзевий гамбіт (D37) 

1.d4 Кf6 2.c4 e6 3.Кf3 d5 4.Кc3 Кe7 5.Кf4 O-O 6.e3 Кbd7 7.c5 c6 8.Кd3 b6 9.b4 a5 10.a3 Кa6 11.Кxa6 Лxa6 12.b5 cxb5 13.c6 Фc8 14.c7 b4 15.Кb5 a4 16.Лc1 Кe4 17.Кg5 Кdf6 18.Кxe4 Кxe4 19.f3 Лa5 20.fxe4 Лxb5 21.Фxa4 Лa5 22.Фc6 bxa3 23.exd5 Лxd5 24.Фxb6 Фd7 25....